# Республіканський
Республіканський (рос. Республиканский) — селище у Кочковському районі Новосибірської області Російської Федерації.
Входить до складу муніципального утворення Жуланська сільрада. Населення становить 334 особи (2010).

## Історія
Згідно із законом від 2 червня 2004 року органом місцевого самоврядування є Жуланська сільрада.

## Населення
| 2002 | 2007 | 2010 |
| ---- | ---- | ---- |
| 407  | ↗413 | ↘334 |